# THE MUSIC DAY 2018 伝えたい歌
『THE MUSIC DAY 2018 伝えたい歌』（ザ・ミュージック・デイ 2018 伝えたい歌）は、日本テレビ系列で2018年7月7日 12:00 - 22:54（JST）に生放送されたの通算6回目の『THE MUSIC DAY』。

## 概要
総合司会は前年に引き続き櫻井翔が、進行は羽鳥慎一、徳島えりか（日本テレビアナウンサー）が務める。

## 出演者

### 総合司会
- 櫻井翔

### 進行
- 羽鳥慎一
- 徳島えりか（日本テレビアナウンサー）

### NEXTゲート
- バカリズム
- 桝太一（当時・日本テレビアナウンサー）

### 出演アーティスト
幕張メッセ・イベントホール
- 秋川雅史
- 芦田愛菜&鈴木福
- 絢香
- 嵐
- 石井竜也
- ET-KING
- EXILE
- AKB48
- 大友康平
- 荻野目洋子
- おニャン子クラブ（新田恵利・国生さゆり・内海和子・立見里歌・渡辺美奈代・山本スーザン久美子）
- 葛城ユキ
- KAT-TUN
- 華原朋美
- 狩人
- 関ジャニ∞[注 1]
- Kis-My-Ft2
- きゃりーぱみゅぱみゅ
- King & Prince
- 欅坂46
- 倖田來未
- さだまさし
- さとう宗幸
- 三代目 J Soul Brothers from EXILE TRIBE[注 2]
- THE RAMPAGE from EXILE TRIBE
- サンプラザ中野くん
- 湘南乃風
- THE ALFEE
- GENERATIONS from EXILE TRIBE
- ジャニーズWEST[注 3]
- 鈴木亜美
- 鈴木雅之
- SEKAI NO OWARI
- Sexy Zone[注 4]
- 高橋優
- DA PUMP
- TRF
- DEAN FUJIOKA
- 椿鬼奴
- 中村あゆみ
- 二階堂和美
- 西野カナ
- NEWS
- 野口五郎
- HOUND DOG
- PUFFY
- Perfume
- hitomi
- 平井堅
- V6
- フェアリーズ
- 福山雅治
- Bro.KORN
- ポルノグラフィティ
- 前川清&クール・ファイブ
- 前田有嬉（元：Whiteberry）
- 増田惠子
- 三浦大知
- 宮沢和史
- miwa
- 森高千里
- もんたよしのり
- 横山だいすけ
- Little Glee Monster
- 渡辺直美
- WANIMA

スペシャルメドレーMC（幕張メッセ・イベントホール）
- 天龍源一郎（ハスキーボイスメドレー）
- 徳光和夫（日本縦断 47都道府県メドレー）

リポーター（幕張メッセ・イベントホール）
- ANZEN漫才（みやぞん・あらぽん）

ゲスト（幕張メッセ・イベントホール）
- 石原さとみ
- 伊藤美誠
- 城島茂（TOKIO）
- くっきー（野性爆弾）
- 船越英一郎
- 福島善成（ガリットチュウ）

麹町・日本テレビ Gスタジオ
- 坂道AKB
- サザンオールスターズ
- 乃木坂46

横浜港大さん橋 国際客船ターミナル
- 加山雄三
- 三浦祐太朗

香港文化センター
- Hey! Say! JUMP

裏配信★大魔王の部屋（幕張メッセ）
- 古坂大魔王
- 青木源太（当時：日本テレビアナウンサー）
- 佐藤梨那（日本テレビアナウンサー）

## スタッフ
- ナレーター：林田尚親
- 技術統括：木村博靖
- 美術統括：大川明子
- ＜汐留本社 SVサブ＞
  - TD：天内理絵
  - SW：北折雅人、後村武
  - MIX：高木哲郎、木村宏志、今野健
  - VE：竹内萌絵
  - ノンリニア：林田泉
  - TK・DSS：石島加奈子、山岸由佳、神保よしみ、太田美沙、伊村佳恵
  - ECG：滝澤美奈子、宮前芳恵、今泉瑞希、齋藤さやか
  - 音効：杉山謙一郎、相田恵美子
  - VTR出しディレクター：奥河内都、松本健太郎
  - AD：出野晧平
  - ディレクター：森山琢哉、渡辺春佳、山下聖司、井上将司、小松正樹、蒲龍太郎、古林茉莉
  - プロデューサー：原司、今井康則
- ＜海外同時放送 サブGEM＞
  - TD：三山隆浩
  - SW：日向野崇
  - MIX：辻直哉
  - 中継担当：齋藤順二郎、田中健暁
  - TK：奈良里美
  - ディレクター：渡辺邦宏
  - プロデューサー：青木佐也子、阿曽龍二
- ＜香港中継＞
  - TD：牛山敏彦
  - SW：村田陸彦
  - CAM：浅田昇
  - MIX：櫻田勝彦
  - AUD：高岡彰吾
  - 照明：下平好美(実)
  - ディレクター：岩田宣之、並河和奈、木村拓雄
  - 演出・プロデューサー：藤本弘志
  - AP：和田裕子、許雅琪
  - プロデューサー：宮太一、明比雪
- ＜横浜大さん橋中継＞
  - TD：菅谷典彦
  - SW：石渡裕二
  - VE：池田祐一郎
  - CAM：岩倉康宏
  - MIX：小境健太郎
  - 照明：名取孝昌
  - 協力：横浜港大さん橋国際客船ターミナル、飛鳥II
  - 映像協力：ドリーミュージック
  - TK：長谷川和美
  - AP：山崎みみ
  - ディレクター：萩原哲也、新井章司
  - 演出：徳永清孝
  - プロデューサー：小江翼、高橋正昭
- ＜麹町Gスタジオ中継＞
  - SW：小林宏義
  - CAM：荻野高康
  - MIX：加賀金重郎
  - VE：塩原和益
  - 音効：佐藤裕二
  - 美術P：杉山知香
  - 大道具：橋本哲則、山田俊広
  - アクリル装飾：鈴木正樹
  - 電飾：黒沢裕之
  - TK：山際慎子
  - デスク：岡田真美
  - FM：阿部聡、安達穣史、諏訪裕紀
  - ディレクター：久木野大
  - プロデューサー：南波昌人
- ＜LIVE MONSTAR LIVE中継＞
  - ディレクター：星野克己
  - プロデューサー：渡辺健太郎、依田健一
- ＜嵐にしやがれコラボ企画＞
  - ナレーター：立木文彦
  - 演出：古立善之
  - AP：海老名和香、高橋孝平、笹村啓太、平山美由紀
  - ディレクター：石﨑史郎、尾之上祐太
  - プロデューサー：末延靖章、影山幸子、古賀絢子
- ＜坂崎茂企画＞
  - ディレクター：那須太輔、加藤健太
- ＜恐竜VSパンダ企画＞
  - 演出：藤井良記
  - ディレクター：波多野俊介
  - プロデューサー：小泉浩之、菅原めぐみ

＜星になったアーティスト企画＞
- - ディレクター：比嘉智樹、萩原哲也
- ＜渡辺直美×Sexy Zoneコラボ企画＞
  - 演出：橋本和明
  - プロデューサー：吉無田剛
- ＜裏配信★大魔王の部屋＞
  - ディレクター：熊谷航太郎
  - FM：小倉寛太
  - AP：岩崎小夜子
  - プロデューサー：小林拓弘
- ＜幕張メッセイベントホール＞
  - 美術デザイン：栗原純二、平岡真穂
  - 舞台装置：石原隆、金丸真士
  - 特効：内山栄一
  - 大道具：泉慎一、才原裕二
  - 小道具：伊沢英樹
  - アクリル装飾：松本健、山田隼人
  - 楽器：佐藤継信
  - 電飾：平ノ内厚夫、糸数青祥
  - レーザー：木村邦彦、七条美礼
  - TD：杉本裕治、高田憲一
  - SW：鈴木健司、安藤康一
  - カメラ：中村哲也、福田伸一郎、鎌倉和由
  - 特機：谷川直樹、加藤卓也、野口穣史
  - VE：鈴木昭博
  - 音効：岡崎宏、西谷香澄
  - MIX：原秀彰
  - PA：飯塚友紀
  - モニター：一由雄太、吉邑光司
  - 照明：谷田部恵美、小笠原雅登、鈴木亮、武田篤
- 美術・技術協力：日テレアート、NiTRO、テレテック、共立、シミズオクト、ジャパンテレビ、タムコ、中央宣伝企画、テックトラスト、テルミック、三響社、ヤマモリ、エス・アイ・エス、NKL、NEXION、YAMAHA、オリコン
- 制作協力：モスキート、オフィス・ケーアール、ゴッドキッズ、AX-ON、いまじん、シオン、アガサス
- 運営：光岡裕子、脇阪真琴、植原佳世子、鈴木涼介、佐々木有雅
- CGデザイン：古川滋彦、崔智允
- 動画提供：藤井真吾
- デジタルコンテンツ展開：藤井彩人、堤泰生、中村光祐、長島慎介、椿原麻恵、森田麻衣、真鍋怜、石川甚敬
- 協力：フォアキャスト・コミュニケーションズ
- GEM：十川淳、西山美樹子、池田潔美、金沢紀子
- 宣伝：石尾純
- 営業：草柳和宏
- 編成：関根龍太郎
- 幕張メッセプロデューサー：横田崇、黄木美奈子、紀内良彦、鈴木淳一、岩下英恵、遠藤寿寛、三上絵里子、杉山葉香、大橋あり、小田菜月、南宏太、吉田一浩、本橋武夫
- 構成：桝本壮志、川上トリオ、木南広明、成瀬正人
- デスク：西端薫、小原麻実、津下佳子
- AD：田中もも、巻下歩夢、廣本諒介、町田有、平松結有、岩﨑林太郎、田野志織、柳沼元気、河村哲平、佐々木真由子、中川ゆりや
- FM：氣賀澤宏隆、稲元雅俊、大井章生、新井万季、西本幸平、山下達磨、金森渉、井上統暉、上野詩織
- 制作進行：斎籐寿
- AP：橋本隆、大塚明、山崎佑里子、北村桃子、杉山直樹、渡邊文哉
- ディレクター：井上尚也、増田雄太、田村幸大、須原翔、錦織信彦、庄司名衣、松本匡貴
- 幕張メッセ中継車ディレクター：渡邉友一郎、藤戸星妃、諸田景子
- 企画プロデューサー：高谷和男
- プロデューサー：前田直敬、宮崎慶洋、合田伊知郎、伊藤茉莉衣、森下典子、高尾あずみ、清千里
- 音楽演出：利根川広毅
- 演出：上田崇博
- 総合プロデューサー：江成真二
- 総合演出：髙橋利之
- チーフプロデューサー：伊東修、道坂忠久
- 製作著作：日本テレビ

## その他
- 視聴率は第1・2・3部でそれぞれ9.0%、10.8%、14.9%を記録した（ビデオリサーチ調べ、関東地区・世帯・リアルタイム）[1]。
- 本年のスペシャル企画として、「ハスキーボイスメドレー」「星空ソングメドレー」「ジャニーズ平成30年間メドレー（2部構成）」「バブルソングメドレー」「燃える! 燃える! 燃える! 炎の夏メドレー」「日本縦断 47都道府県メドレー（東日本編）」「日本縦断 47都道府県メドレー（西日本編）」「小室哲哉メドレー」「ビーチメドレー」「みんなマネしたあの振り付けメドレー」といった史上最大の11個のスペシャルメドレーが行われた。
- 「THE MUSIC DAY AR」として、きゃりーぱみゅぱみゅ、ジャニーズWEST、乃木坂46がそれぞれのパフォーマンス時にスマートフォンをかざすと視聴者の部屋に各アーティストで登場する番組初となるAR企画が実施された。
- 番組内できゃりーぱみゅぱみゅとTikTokのコラボCMが放映された。
- 番組初のインターネット企画として、古坂大魔王が出番前や出番後のアーティストと裏側トークを繰り広げる「裏配信★大魔王の部屋」がYouTube Live・ニコニコ生放送・Twitter・Facebookで同時配信された。
- 第3部放送中に千葉県東方沖を震源とする地震に伴う緊急地震速報が入り、後に臨時ニュースを挿入した。
- トップバッターは鈴木雅之、大トリは嵐が務めた。
- 今回から、シンフォニック中継と嵐のスペシャル企画が廃止された。

## 関連番組
- 嵐にしやがれ

当番組の総合司会を務める櫻井翔が嵐としてレギュラー出演していたバラエティ番組。